# Yoshimura Chōgi (karatéka)
Pour les articles homonymes, voir Yoshimura Chōgi.
Yoshimura Chōgi est un nom japonais traditionnel ; le nom de famille (ou le nom d'école), Yoshimura, précède donc le prénom (ou le nom d'artiste).
Yoshimura Chōgi (義村 朝義), né en 1866 au Royaume de Ryūkyū, et décédé au Japon en 1945, est un maître de karaté d'Okinawa.